# Napa Kiatwanchai
Napa Kiatwanchai właśc. Suwit Sae-Tang  (ur. 27 lipca 1967 w Nakhon Ratchasima) – tajski bokser, były zawodowy mistrz świata wagi słomkowej (do 105 funtów) organizacji WBC.
Karierę zawodową rozpoczął 7 sierpnia 1987. Do kwietnia 1988 stoczył 6 walk wszystkie wygrywając, pokonując m.in. przyszłego mistrza świata wagi słomkowej, Nicholasa Thomasa.
5 czerwca 1988 stanął do pojedynku o tytuł mistrza świata organizacji WBC w kategorii słomkowej z Japończykiem Hirokim Ioką. Po wyrównanym pojedynku walka zakończyła się remisem. Pięć miesięcy później, 13 listopada, w Osace (Japonia) doszło do walki rewanżowej. Kiatwanchai wygrał niejednogłośną decyzją sędziów i został nowym mistrzem świata.
Po udanej obronie, 11 lutego 1989, z Indonezyjczykiem Johnem Ariefem, 10 czerwca, doszło do trzeciego pojedynku z Hirokim Ioką. Ponownie wygrał, tym razem przez TKO w jedenastej rundzie, mając przeciwnika na deskach w rundzie piątej i dwukrotnie jedenastej. 12 listopada stanął do trzeciej obrony tytułu z Południowokoreańczykiem Choi Jum-hwanem. Przegrał przez TKO w dwunastej rundzie i stracił pas mistrzowski. Po siedmiu miesiącach, 8 czerwca 1990, próbował go odzyskać jednak przegrał z następcą Choi Jum-hwana Japończykiem Hideyuki Ohashim.
Po porażce przeszedł do wyższej kategorii, w której po czterech zwycięstwach dostał szansę walki o tytuł mistrzowski WBC w wadze junior muszej. 14 września 1992 spotkał się z Meksykaninem Humberto Gonzálezem ale przegrał przez KO w drugiej rundzie.
Po kolejnej porażce przez KO w listopadzie 1992 zakończył karierę. Wrócił po czterech latach, w roku 1996, jednak po kilku porażkach ostatecznie po raz ostatni wystąpił na ringu 28 października 2000.